# Jussie Smollett

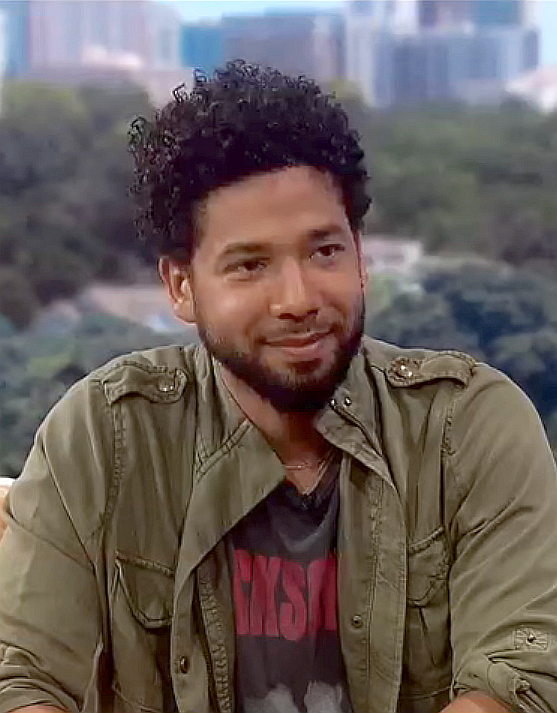
Jussie Smollett (2018)

Justin „Jussie“ Langston Mikha Smollett (* 21. Juni 1982 in Santa Rosa, Kalifornien) ist ein US-amerikanischer Schauspieler und Sänger, der ab 2015 durch die Rolle des Jamal Lyon in der Musical-Fernsehserie Empire einem breiteren Publikum bekannt wurde. 
Internationale Aufmerksamkeit erhielt ein von ihm selbst arrangierter, vorgeblich rassistisch motivierter Angriff auf seine Person im Jahr 2019, weswegen er 2022 zu einer Haftstrafe von 30 Monaten, von denen 25 Monate zur Bewährung ausgesetzt wurden, verurteilt wurde.

## Leben
Smollett wuchs gemeinsam mit seinen drei Brüdern Jojo, Jake und Jocqui und seinen zwei Schwestern Jazz und Jurnee auf. Die High School schloss Smollett in Paramus im Bundesstaat New Jersey ab.
Smollett begann seine Schauspielkarriere als Kinderdarsteller in Filmen wie Ein kleines Stück vom Himmel (1991) und Mighty Ducks – Das Superteam (1992). Zusammen mit seinen Geschwistern trat er 1994–1995 in der Serie On our own auf.
Nach einer mehrjährigen Auszeit kehrte er 2012 zum Fernsehen zurück. Er war in Rollen in Fernsehserien wie The Mindy Project und Revenge sowie in Filmen wie Born to Race: Fast Track und Ask Me Anything zu sehen, bevor ihn 2015 die Musical-Fernsehserie Empire in der Rolle des Jamal Lyon international bekannt machte.
Am 9. März 2015 hatte Smollett in der Talkshow von Ellen DeGeneres sein Coming-out als homosexuell.
Neben seiner Filmkarriere ist Smollett auch als Sänger tätig und hat seit seiner Debüt-EP im Jahr 2012 mehrere Tonträger veröffentlicht.

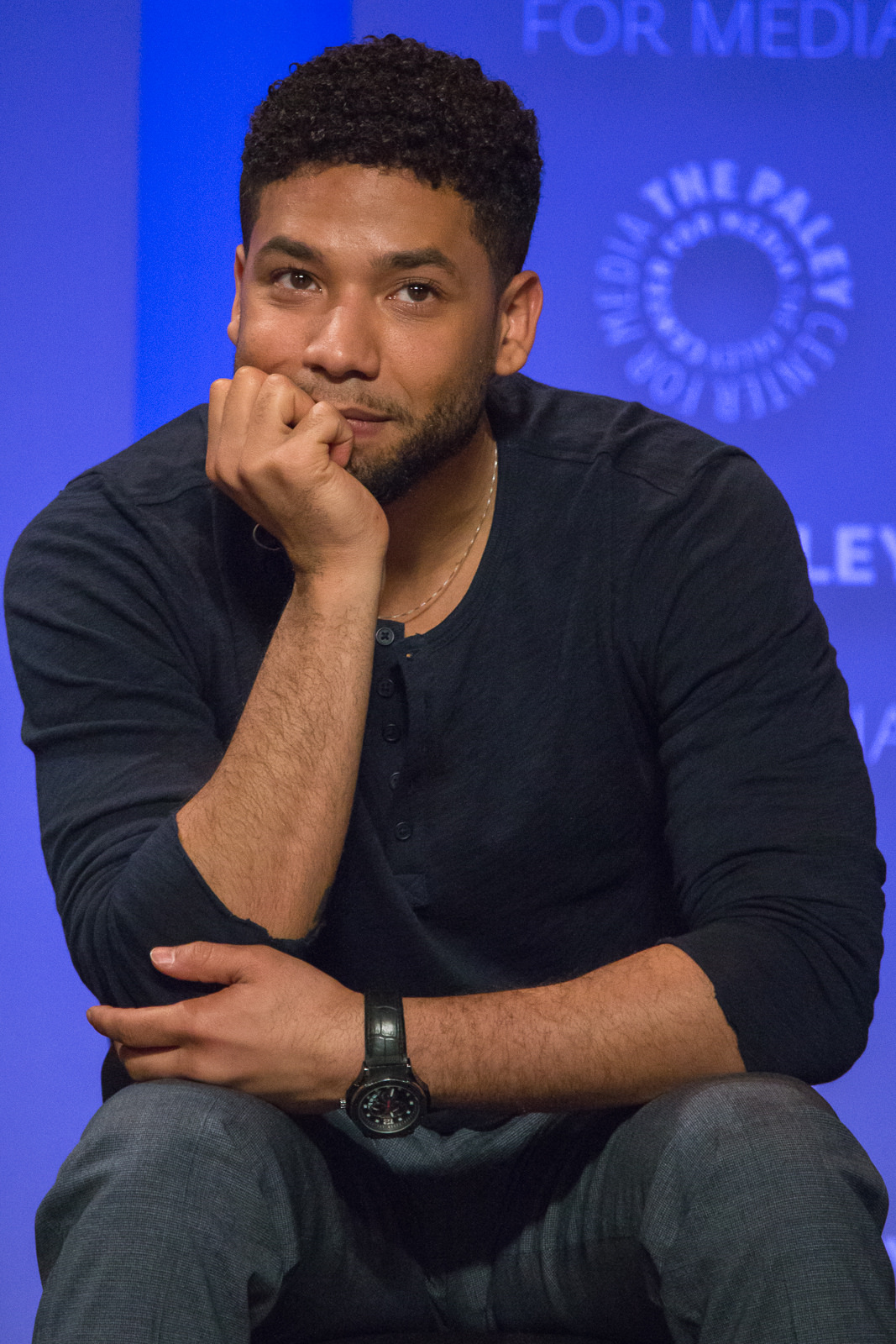
Jussie Smollett (2016)

## Fingierter Angriff auf Smollett im Jahr 2019
Am 29. Januar 2019 gab Smollett gegenüber der Polizei an, er sei spätnachts nahe seiner Wohnung in Chicago von zwei maskierten Männern angegriffen worden, die ihn rassistisch und homophob beschimpft und sich als Anhänger des Präsidenten Donald Trump zu erkennen gegeben hätten. Zuvor war an seine Arbeitsstelle ein an ihn gerichteter Drohbrief gesandt worden. Dies hatte eine Welle von Solidaritätsbekundungen und Empörung zur Folge, unter anderem von Politikern und Prominenten.
Nach zwei Wochen befragte die Polizei zwei nigerianisch-amerikanische Bekannte Smolletts, die sich in der Nähe des mutmaßlichen Tatgeschehens aufgehalten hatten, und gab daraufhin bekannt, dass sich die Richtung der Ermittlungen geändert hätte. In den Medien wurde berichtet, die Polizei habe Hinweise erhalten, dass Smollett mithilfe seiner Bekannten den Überfall auf sich inszeniert habe. Am 21. Februar wurde Jussie Smollett aufgrund falscher Angaben gegenüber der Polizei offiziell der Störung des öffentlichen Friedens (engl. felony disorderly conduct) beschuldigt, was mit bis zu drei Jahren Gefängnis bestraft werden kann. Die Kaution wurde auf 100.000 US-Dollar gesetzt.
Am 22. Februar gaben die Produzenten der Serie Empire bekannt, dass Smollett suspendiert und von der Produktion der letzten zwei Folgen der fünften Staffel von Empire ausgeschlossen wurde.
Am 26. März wurde die Anklage von der zuständigen Staatsanwaltschaft überraschend fallen gelassen, nachdem Smollett bereits mehrere Gerichtstermine absolviert hatte. Smolletts Anwälte gingen einen Deal mit der Staatsanwaltschaft ein. Die Bedingungen waren, dass Smollett Sozialstunden absolviert sowie 10.000 US-Dollar der Kaution nicht zurückfordern kann. Die Bezirksstaatsanwältin Kim Foxx sagte über den Fall: „Ausgehend von den Fakten und Beweisen gehen wir davon aus, dass wir seine Schuld nachweisen könnten“. Foxx übergab ihrem Stellvertreter Joe Magats den Fall, nachdem sie in den Tagen nach dem angeblichen Überfall am 29. Januar Kontakt zu der Familie Smollett aufgenommen hatte. Tina Tchen, eine Freundin von Foxx, die frühere Stabschefin der ehemaligen First Lady Michelle Obama, hatte sich zuvor bei Foxx für Smollett eingesetzt.
Der Bürgermeister Rahm Emanuel sowie der Polizeichef von Chicago distanzierten sich von der Entscheidung der Staatsanwaltschaft und erklärten, dass diese nicht gerecht sei. Beide nannten das Fallenlassen der Anklage einen Missbrauch des Rechtssystems. US-Präsident Donald Trump nannte den Fall „eine absolute Peinlichkeit“ (an absolute embarrassment) und erklärte, er habe die Bundesbehörden angewiesen, genaue Untersuchungen einzuleiten. Das FBI nahm Ermittlungen auf, um die vertraulichen Absprachen der Staatsanwaltschaft mit Smollett zu überprüfen.
Smollett wurde später von der Staatsanwaltschaft vor dem Gericht in Cook County angeklagt. Ihm wurde vorgeworfen, in sechs Fällen durch Falschaussagen gegenüber Polizisten die öffentliche Ordnung und Sicherheit gestört zu haben. Der Tatbestand wird in Illinois als Verbrechen der niedrigsten Stufe eingestuft. Im Prozess sagten die Angreifer als Zeugen, dass Smollett den Angriff inszenierte und sie dafür mit 3500 US-Dollar bezahlte. Am 9. Dezember 2021 wurde Smollett von der zuständigen Jury in fünf von sechs Anklagepunkten für schuldig gesprochen. Es wird vermutet, dass sich Smollett durch die Tat berufliche Vorteile erhoffte. Smolletts Anwalt kündigte nach der Verhandlung an, in Berufung zu gehen.
Im März 2022 wurde Smollett zu 30 Monaten Haft verurteilt. Er wurde vom Gericht in ein County Jail abgeführt, wo er fünf Monate der Strafe mit sofortiger Wirkung absitzen sollte, der Rest der Strafe wurde zur Bewährung ausgesetzt. Außerdem wurde er zur höchstmöglichen Geldstrafe von 25.000 US-Dollar und zu einem Schadenersatz von 120.000 US-Dollar für unnötige Polizeiarbeiten verurteilt. Smollett erklärte vor Gericht, dass er unschuldig sei. Seine Anwälte haben angedeutet, dass sie gegen seine Verurteilung Berufung einlegen werden. Nach einer Woche Haft wurde er wieder freigelassen. Ein Berufungsgericht gab einem Antrag der Verteidiger statt ihn auf freien Fuß zu setzen, bis über den Einspruch gegen die Verurteilung entschieden ist.

## Filmografie
- 1991: Ein kleines Stück vom Himmel (A Little Piece of Heaven, Fernsehfilm)
- 1992: Mighty Ducks – Das Superteam (The Mighty Ducks)
- 1993: Queen (Alex Haley's Queen, Miniserie, Episode 2)
- 1993: Mit Herz und Scherz (Coach, Fernsehserie, Episode 6x07)
- 1993–1994: Cro (Synchronstimme, 20 Episoden)
- 1994–1995: On Our Own (Fernsehserie, 20 Episoden)
- 2012: Skinny (The Skinny)
- 2012: The Mindy Project (Fernsehserie, Episode 1x09)
- 2014: Born to Race: Fast Track
- 2014: Katies Blog (Ask Me Anything)
- 2014: Revenge (Fernsehserie, Episode 4x03)
- 2015–2019: Empire (Fernsehserie, 82 Episoden)
- 2017: Alien: Covenant
- 2017: Marshall
- 2017: Star (Fernsehserie, Episode 2x01)
- 2021: B-Boy Blues (Regie und Drehbuch)

## Diskografie
Album
- 2018: Sum of My Music

Singles

| Jahr | Titel Album                                 | Höchstplatzierung, Gesamtwochen, AuszeichnungChartplatzierungen (Jahr, Titel, Album, Platzierungen, Wochen, Auszeichnungen, Anmerkungen) | Höchstplatzierung, Gesamtwochen, AuszeichnungChartplatzierungen (Jahr, Titel, Album, Platzierungen, Wochen, Auszeichnungen, Anmerkungen) | Höchstplatzierung, Gesamtwochen, AuszeichnungChartplatzierungen (Jahr, Titel, Album, Platzierungen, Wochen, Auszeichnungen, Anmerkungen) | Höchstplatzierung, Gesamtwochen, AuszeichnungChartplatzierungen (Jahr, Titel, Album, Platzierungen, Wochen, Auszeichnungen, Anmerkungen) | Höchstplatzierung, Gesamtwochen, AuszeichnungChartplatzierungen (Jahr, Titel, Album, Platzierungen, Wochen, Auszeichnungen, Anmerkungen) | Anmerkungen                                 |
| Jahr | Titel Album                                 | DE | AT | CH | UK | US | Anmerkungen                                 |
| ---- | ------------------------------------------- | --- | --- | --- | --- | --- | ------------------------------------------- |
| 2015 | Keep Your Money Empire Season 1 (O.S.T)     | DE91 (1 Wo.)DE | — | — | — | US99 (1 Wo.)US | Erstveröffentlichung: Februar 2015          |
| 2015 | You’re So Beautiful Empire Season 1 (O.S.T) | DE42 (2 Wo.)DE | — | — | — | US47 (4 Wo.)US | Erstveröffentlichung: März 2015 mit Yazz    |
| 2015 | Conqueror Empire Season 1 (O.S.T)           | DE87 (1 Wo.)DE | — | — | — | US42 (2 Wo.)US | Erstveröffentlichung: März 2015 mit Estelle |
| 2015 | Good Enough Empire Season 1 (O.S.T)         | DE25 (9 Wo.)DE | AT54 (2 Wo.)AT | CH55 (2 Wo.)CH | — | — | Erstveröffentlichung: Juni 2015             |
| 2015 | Money for Nothing Empire Season 1 (O.S.T)   | DE94 (1 Wo.)DE | — | — | — | — | Erstveröffentlichung: Juli 2015 mit Yazz    |

Weitere Singles
- 2015: No Apologies (mit Yazz)
- 2015: I Wanna Love You
- 2015: Powerful (mit Alicia Keys)
- 2015: Ain’t About the Money (mit Yazz)
- 2015: No Doubt About it (mit Pitbull)
- 2016: Chasing the Sky (mit Terrence Howard und Yazz)
- 2016: Good People (mit Yazz)
- 2018: Freedom
- 2018: Catch Your Eye (mit Swizz Beatz)
- 2018: Hurt People